# 大魯斯山

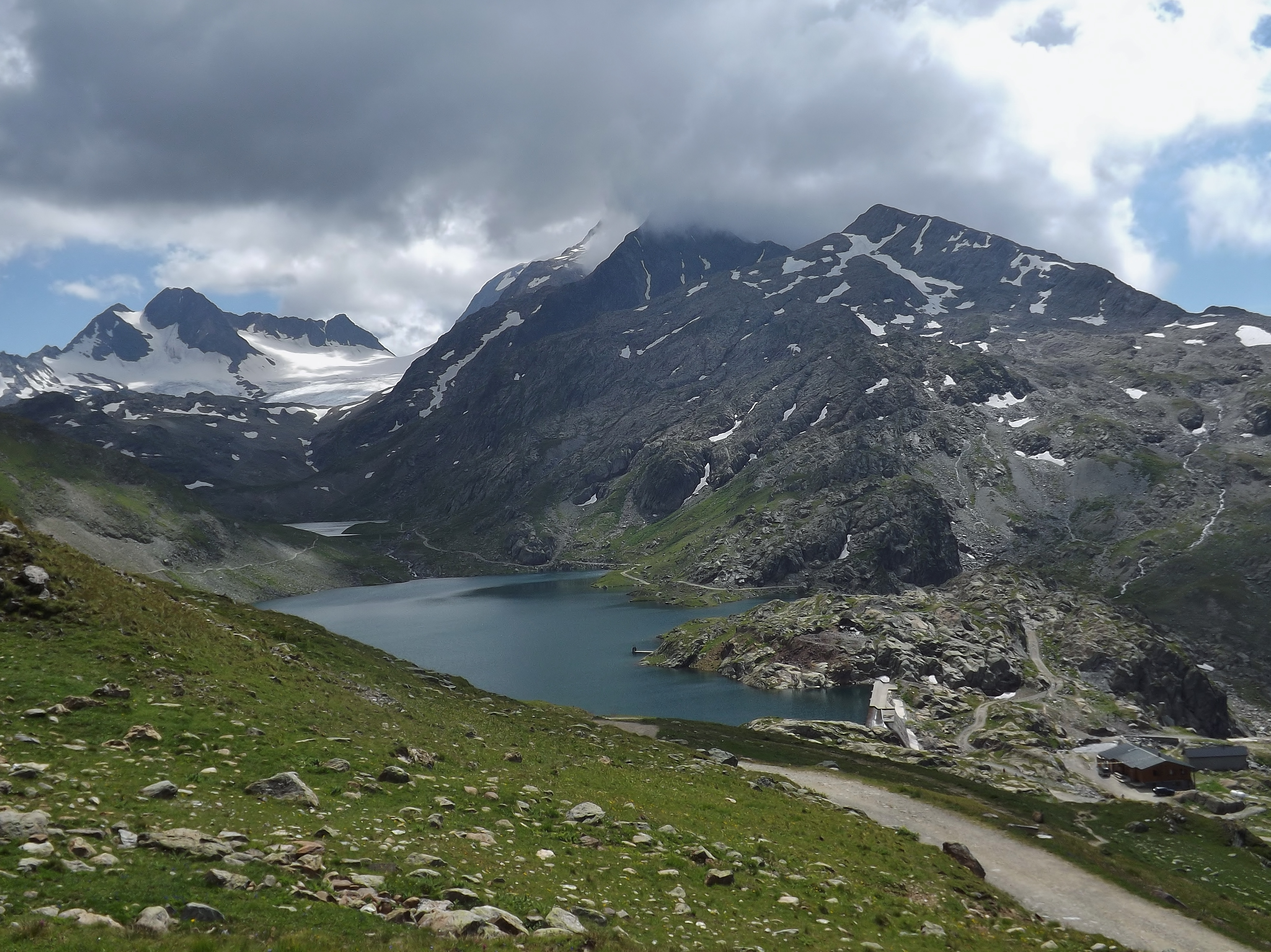

大魯斯山（法語：Grandes Rousses），是法國的山體，位於該國東南部，由奧文尼-隆-阿爾卑斯大區負責管轄，屬於多芬阿爾卑斯山脈的一部分，最高點是海拔高度3,465米的拜勒峰。